# 约尼·皮特凯宁
约尼·皮特凯宁（芬蘭語：Joni Pitkänen，1983年9月19日—），生于奥卢，芬兰男子冰球运动员。他曾代表芬兰国家队参加2010年冬季奥林匹克运动会冰球比赛，获得一枚铜牌。